# 中共中央總學習委員會
中共中央總學習委員會，简称总学委，是中国共产党历史上的一个机构，成立于1942年5月整風運動期间，毛泽东任主任，康生任副主任，胡乔木任秘书。毛泽东、凯丰、康生、李富春、陈云任委员。
总学委在党政军各个系统下设分区学习委员会，如由康生、李富春负责的中央直属机关分区学习委员会，王稼祥、陈云负责的中央军委直属机关分区学习委员会，任弼时、高岗负责的陕甘宁边区系统分区学习委员会，凯丰负责的文委学习委员会，毛泽东负责的中央党校学习委员会。此外，各根据地中央局、分局，区党委也建立学委会。6月，中央总学委建立了康生负责的秘书组，杨尚昆、柯庆施参加中央直属系统学委常委工作。1943年10月，刘少奇参加中央总学委，任副主任。
总学委得以临时代替了政治局和书记处处理日常事务，成为当时中共最有权力的机构。它让毛具有了行使不受选举和任期限制的专制权力。早期集体领导的体制被抛弃。